# 중요 기반 시설
중요 기반 시설(critical infrastructure) 또는 중요 국가 기반 시설(critical national infrastructure, CNI)은 영국 정부가 사회와 경제의 기능을 위해 필수적이며 국가안전보장을 위해 특별한 보호를 받을 가치가 있다고 간주하는 기반 시설을 설명한다. 중요 기반 시설은 전략적 중요성으로 인해 전통적으로 정부의 범위에 속하는 것으로 간주되어 왔지만, 민영화 경향이 뚜렷하여 민간 부문이 이러한 필수 서비스에 어떻게 기여할 수 있는지에 대한 논의가 활발해졌다.

## 시설 항목
- 대피소, 열(예: 천연가스, 연료유, 지역 난방)
- 농업, 음식 생산 및 배급
- 교육
- 상수도
- 공중보건
- 교통
- 발전 (전기)
  - 재생 가능 에너지
- 전기 통신
- 경제부문

## 같이 보기
- 대테러 활동
- 기반 시설
- 민방위
- 준군사조직